# A Car Full of Fun Songs
A Car Full of Fun Songs är en barnskiva av den amerikanske trubaduren Tom Paxton, utgiven 16 februari 1999 på skivbolaget Delta Entertainment.
Samma datum som detta album kom ut gavs två ytterligare barnskivor med Paxton ut; Fun Animal Songs och Fun Food Songs.

## Låtlista
Samtliga låtar skrivna av Tom Paxton
1. "We All Love to Go A-Travelling"
2. "My Little Bear"
3. "Are We There Yet?"
4. "License Plate"
5. "Somebody's Hungry"
6. "Two Little Ducks"
7. "We're on Our Way to Washington"
8. "The Mountain May Be Higher"
9. "Sleepin' in the Back Seat"
10. "Dad's Not Lost"
11. "Traveling, Traveling"
12. "I've Gotta Go"
13. "The Wheels Go 'Round"
14. "This Old Car"
15. "The Car Bunnies"
16. "The Long Road Is Taking Us Home"